# 六首無伴奏小提琴奏鳴曲 (伊薩伊)

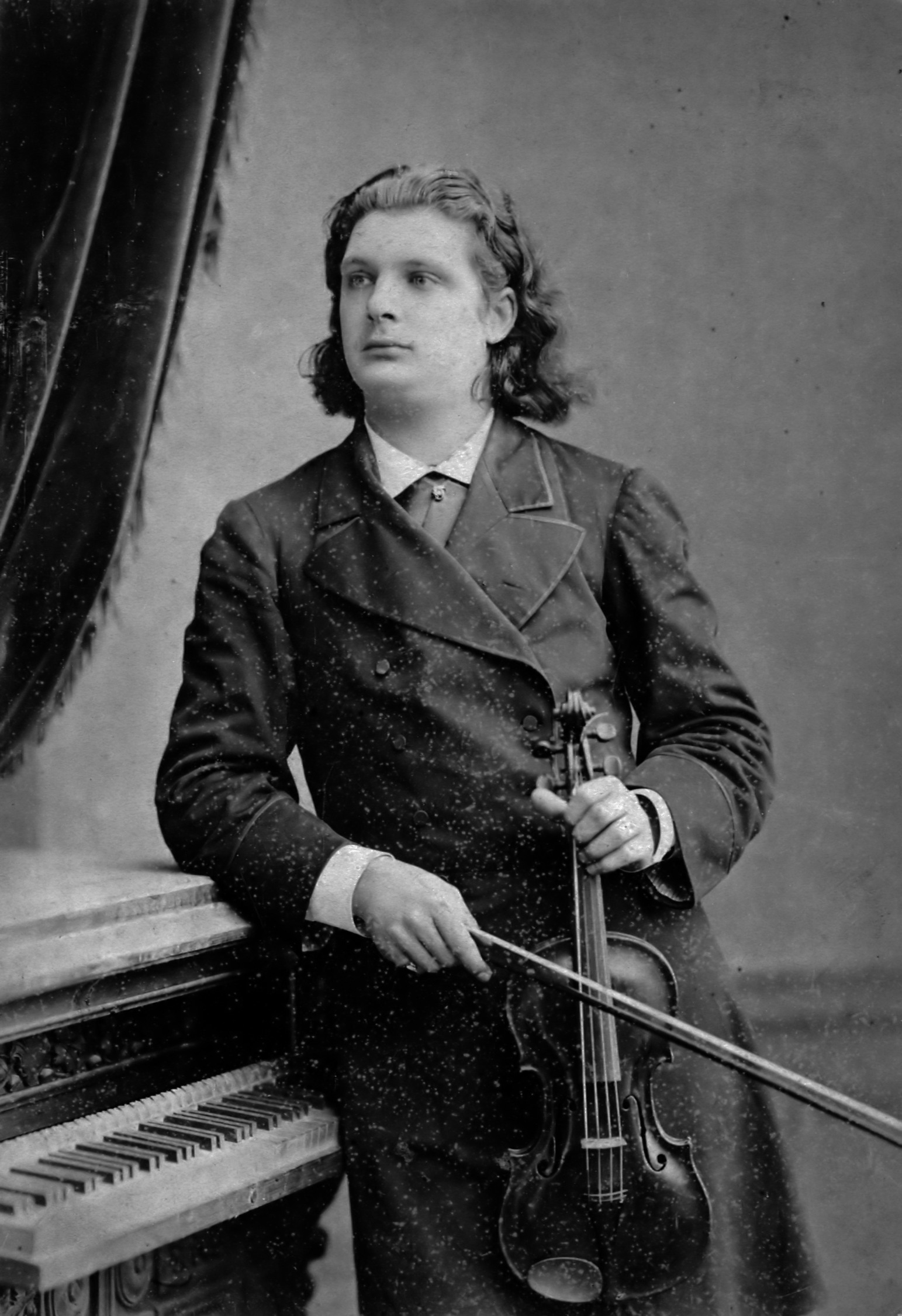
1883年的易沙意

欧仁·伊萨伊的六首為小提琴獨奏奏鳴曲集，作品27，創作於1923年7月。每首奏鸣曲都題獻给與伊薩伊同時代的小提琴家，分別為： 西格提·約瑟夫（第一號）、雅克·蒂博（第二號）、乔治·埃内斯库 （第三號）、弗里茨·克莱斯勒（第四號）、马蒂厄·克里克布姆 （第五號）和曼努埃尔·基罗加（第六號）。

## 背景
伊薩伊在聽完约瑟夫·西盖蒂演奏的巴赫G小调小提琴独奏奏鸣曲后，西格第向易沙意說，在巴赫之後小提琴作曲家皆因為巴赫無伴奏所達到的藝術成就，而不敢輕易嘗試創作無伴奏小提琴樂曲。伊薩伊後來便創作出這首能代表當時的音樂技巧和表达方式演变的無伴奏小提琴作品。伊薩伊曾說：「我演奏过从巴赫到德彪西的所有作品，因为真正的艺术应该是国际化的。」在这组奏鸣曲中，他使用了許多20世纪早期音乐的技法，例如全音阶、不协和和微分音。 伊薩伊還使用了高難度的運弓和左手技巧，因为他相信「在當代，能夠精通掌握小提琴表情、技巧和樂法比起以前更加必要。事实上，那是如果要不受约束地表达自己的精神所不可或缺的。」 因此，这套奏鸣曲对其演奏者給出了很高的技术要求。 在每首奏鳴曲中伊薩伊使用曲風和演奏技巧來描繪每位小提琴家的風格。

## 分析

### 第1號奏鸣曲
g小调，共四乐章，題獻给西格提·約瑟夫。
1. 緩板
2. 賦格
3. 略為詼諧的稍快板
4. 終曲；有活力的

### 第2號奏鸣曲
a小調，共四乐章，献给伊萨伊的朋友雅克·蒂博。
1. 痴迷; 前奏曲（巴赫E大调無伴奏組曲的前奏曲）
2. 憂鬱的科尼亚
3. Danse des Ombres; 萨拉班德舞曲
4. 愤怒

### 第3號奏鸣曲 “敘事曲”
d小調，这首献给乔治·埃内斯库的奏鸣曲是一个单乐章，分为两个部分：
- 非常持續的慢板
- 有精湛技巧和合適速度的快板

这首奏鸣曲的首演約瑟夫·金戈爾演奏。

### 第4號奏鸣曲
e小調，題獻给弗里茨·克莱斯勒。
1. 阿勒曼德舞曲 (莊嚴的慢板)
2. 薩拉班德（如同慢板）
3. 终曲（不太過的急板）

### 第5號奏鸣曲
G大调，題獻給马蒂厄·克里克布姆。
1. 曙光
2. 鄉村舞蹈

### 第6號奏鸣曲
E大調，題献给曼努埃尔·基罗加。但他从未在公共场合演奏过这首奏鸣曲。它以西班牙哈瓦那的风格、动荡不安的中段，和丰富的纹理、音阶段落而著称。
1. 不過活潑、合適的快板

## 錄音節選
下列是完整錄製六首奏鳴曲的錄音列表：
- 鲁杰罗·里奇（Vox-Candide，1974年）
- 基東·克雷默（Melodiya, 1976年）
- 查尔斯·卡斯尔曼（Music & Arts，1981年）
- 奥斯卡·舒姆斯基（Nimbus，1982年）
- Rudolf Werthen（EMI, 1985年 / Pavane Records, 1988年）
- 莉迪亚·莫德科维奇（Chandos, 1988年）
- 尤瓦尔·亚伦（Accord, 1990年）
- Evgenia-Maria Popova（Leman, 1991年）
- Mateja Marinkovic（柯林斯，1992年）
- Vilmos Szabadi（Hungaroton, 1992年）
- Stéphane Tran Ngoc（REM, 1994年）
- 弗兰克·彼得·齐默尔曼（EMI, 1994年）
- Tomoko Kato（Denon-Japan，1995年）
- Vincenzo Bolognese（P&P Classica, 1991年 / Arts Music, 1997年）
- 菲利普·格拉芬（Hyperion, 1997年）
- Takayoshi Wanami（Denon-Somm, 1997年）
- 列奧尼達斯·卡瓦科斯（BIS, 1999年）
- Laurent Korcia（Lyrinx, 2000年）
- 伊利亚·卡勒（拿索斯唱片，2001年）
- Jassen Todorov（Gega New, 2001年）
- Benjamin Schmid（Oehms Classics / 拿索斯唱片, 2002年）
- 哈娜·科特科娃（Forlane, 2002年）
- Arisa Fujita（Intim Musik，2004年）
- 佐藤俊介（Live Notes-Japan，2004年）
- 托马斯·策厄特迈尔（ECM, 2004年）
- 玛丽安·皮凯蒂（Maguelone-France, 2006年）
- 范妮·克拉马吉兰德（Nascor, 2007年）
- Ray Iwazumi（Japan CD，2008年）
- 亨宁·克拉格鲁德（Simax, 2008年）
- Rachel Kolly d'Alba（Warner Classics，2010年）
- Wojciech Koprowski（Accord/拿索斯唱片，2010年）
- 朱迪思·英戈尔夫森（Genuin, 2011年）
- Wanchi Huang（半人马, 2012年）
- Tai Murray（Harmonia Mundi USA, 2012年）
- Tedi Papavrami（Zig-Zag Territoires ，2012年）
- 奥尔加盖伊（阿里翁 Paris, 2012年）
- 克里斯托夫·巴拉蒂（Brilliant Classics, 2013年）
- Žiga Brank（RTV Slovenia Klasika, 2013年）
- 杨天娃（拿索斯唱片，2014年）
- 阿丽娜·伊布拉吉莫娃（Hyperion, 2015年）
- Jae-hong Yim（DUX, 2016年）
- Ksenia Milas（ANIMA Records，巴黎，2017年）
- Paolo Ghidoni（OnClassical, 2017年）
- 谢尔盖·马洛夫（Solo Musica, 2017年）
- 尼克拉斯·瓦伦丁（NAXOS, 2019年）
- Kerson Leong（阿尔法经典，2021年）
- James Ehnes（玛瑙经典，2021年）
- 茱莉亚·费舍尔（Hänssler Classic, 2021年）